# Implenia
Implenia AG med säte i Opfikon i Kantonen Zürich är ett schweiziskt fastighets- och byggtjänstföretag med verksamhet inom utveckling samt bygg- och anläggningsarbeten i Schweiz och Tyskland. I Österrike, Frankrike, Sverige, Norge och Italien är företaget också verksamt inom tunnelbyggnation och relaterad infrastruktur. Koncernen bildades i början av 2006 genom fusion av Basels Batigroup Holding AG med Genèves Zschokke Holding SA. Implenia är ett av de 500 största företagen i Schweiz.

## Historia

### Ursprung
Implenia bildades genom en rad sammanslagningar av regionala byggföretag, men i slutändan genom sammanslagningen 2006 av Batigroup och Zschokke Holding.
I mitten av 1997 gick Preiswerk Holding AG, Schweizerische Strassenbau- und Tiefbau-Unternehmung AG (Stuag) / Stuag Holding AG och Schmalz AG Bauunternehmung / Schmalz Holding AG samman och bildade Batigroup Holding med säte i Basel. Batigroups kärnkompetens omfattade framför allt den klassiska byggnadsverksamheten, inklusive vägteknik, gjutasfalt, anläggningsarbeten, tunnelbyggen och byggnadsarbeten.
Grunden till Zschokke Holding bildades 1872 i Aarau av Conrad Zschokke (1842–1918), som 1909 blev Aktiengesellschaft Conrad Zschokke. Genom förvärv och fusioner blev bland annat Aktiengesellschaft Heinr. Hatt-Haller 1982 och Locher & Cie AG 1997 delar av Zschokke Holding, vars huvudkontor senast låg i Genève. Zschokke tillägnade sig därmed, förutom byggandet av byggnader, särskilt allmän planering, generalentreprenad och fastighetsförvaltning.
På grund av de till stor del kompletterande affärsområdena slogs Zschokke och Batigroup samman till Implenia 2005–2006. ZB Didumos AG, som grundades som ett platsbolag för det framtida företaget, döptes i samband med detta om till Implenia AG 2005. Huvudkontoret för det nya företaget blev Zürich.

### Implenia AG
Zschokkes och Batigroups aktier noterades på SIX Swiss Exchange efter handelsstängning den 3 mars 2006. Fusionen genomfördes genom ett utbyte av aktier mot de nya Implenia-aktierna, varvid värdeförhållandet fastställdes till 65 (Zschokke) mot 35 (Batigroup). Den första handelsdagen för Implenia-aktier på den schweiziska börsen var den 6 mars 2006.
År 2010 hade Implenia förvärvat den norska betongmasten Anlegg, en infrastrukturspecialist i Norge. Sedan mars 2015 har det tyska Bilfinger Construction (numera omdöpt till Implenia Construction) med verksamhet i Tyskland, Österrike och Sverige varit en del av koncernen. Under 2016 skedde förvärvet av Bilfinger Hochbau.
Den 27 oktober 2020 tillkännagav Implenia en påskyndad omstrukturering från och med 2021, vilket innebar ett brott med byggkoncernens mångåriga satsning på internationalisering, som man förklarade vara över. Börsvärdet hade halverats under de senaste två åren, till stor del på grund av tidigare projektförvärv och förvärv (t.ex. i Sverige mellan 2015 och 2017). Företaget drog sig tillbaka från olönsamma affärsområden på vissa marknader (Sverige, Norge och Rumänien) och har sedan dess till stor del koncentrerat sig på Schweiz och Tyskland. Här är Implenia verksamt som fastighetsutvecklare och -förvaltare, samt inom husbyggnad, anläggningsarbeten och med specialiserade verksamheter som träbyggande och fasadteknik. I övriga Europa ligger fokus till stor del på tunnelbyggnation, som i Österrike, Sverige, Norge, Frankrike och Italien. Som en del av denna påskyndade omstrukturering meddelade Implenia att man skulle avskeda cirka 750 personer och minska 2000 heltidstjänster fram till 2023. Denna omvandling slutfördes tidigare än planerat..
I maj 2021 slutförde Implenia förvärvet av BAM Swiss AG, en leverantör av byggtjänster inom hälso- och sjukvård i Schweiz med huvudkontor i Basel. I och med förvärvet tog Implenia över BAM Swiss AG:s pågående projekt som planering och genomförande av Aarau Cantonal Hospital, BSSE i Basel - en modern laboratorie- och forskningsbyggnad för vetenskap och teknik inom biosystemteknik - samt Felix Platter-sjukhusprojektet i Basel och ett studentbostadshus vid ETH i Zürich.
Implenia förvärvade den ledande schweiziska fastighetstjänsteleverantören Wincasa i maj 2023.

## Företagsstruktur
Implenias verkställande direktör (VD) är Jens Vollmar. I ledningen ingår också Stefan Baumgärtner (ekonomichef), Adrian Wyss (chef för divisionen Byggnader), Erwin Scherer (chef för divisionen Samhällsbyggnad), Anita Eckardt (chef för divisionen Servicelösningar), Claudia Bidwell (personalchef) och German Grüniger (chefsjurist). Hans-Ulrich Meister är styrelseordförande. År 2024 hade företaget en omsättning på 3,56 miljarder CHF och över 9 000 anställda. Huvudkontoret ligger i Opfikon, Schweiz.

## Verksamhetsområden
Implenia AG:s affärsområden är indelade i de tre divisionerna: Byggnader, Samhällsbyggnad och Servicelösningar.

### Byggnader
Implenias byggnadsdivision kombinerar sina tjänster inom rådgivning, planering, design, utförande och projektledning av nya byggnader och modernisering av befintliga fastigheter i Schweiz och Tyskland. Denna division har bland annat byggt det nya kantonssjukhuset i Aarau, forsknings- och utvecklingscampus Empa/Eawag, EUREF-campus i Düsseldorf och olika datacenter sedan 2020.
Divisionen samlar också kompetens inom integrerad utveckling av fastighetsprojekt.  Dessutom utvecklar divisionen sin fastighetsportfölj och erbjuder fastighetsprodukter och investeringsinstrument. Implenia AG:s fastighetsverksamhet är begränsad till Schweiz och Tyskland. Byggnader för privat och offentligt bruk uppförs i områdesutvecklingar som Lokstadt i Winterthur eller Green Village i Genève.
Verksamheten i Österrike såldes till Zech Bau i början av september 2021.
Implenia är också aktivt inom förvaltning av fastigheter i Schweiz genom sin leverantör av fastighetstjänster Wincasa.

### Samhällsbyggnad
Division Civil Engineering omfattar områdesverksamheten eller anläggningsarbeten, specialanläggning och tunnelbygge i Schweiz, Tyskland, Frankrike, Sverige, Norge, Österrike och Italien. Implenia är det enda företaget i Europa som är involverat i alla fyra transalpina tunnlar som för närvarande byggs (Sankt Gotthardstunneln, Brennertunneln, Mont-Cenis-basistunneln mellan Lyon och Turin samt Semmering och Koralm i Österrike, som ingår i ett gemensamt projekt). I Norge genomför Implenia den längsta järnvägsbron, den dubbelspåriga Tangenvika järnvägsbron och vann 2019 två lotter med Avenir-konsortiet för Grand Paris Express-projektet, det största infrastrukturprojektet i Europa, där Implenia ska bygga de nya Metro-tunnlarna.

### Servicelösningar
I divisionen Service Solutions samlar Implenia sina nischade erbjudanden för byggbranschen under en enda ledning. Till dessa hör till exempel träbyggnad och fasadteknik. Sedan 2021 är företaget till exempel involverat som generalentreprenör i "Projekt Pi", ett 80 meter högt timmerhus i Zug. Husets bärande struktur planeras av WaltGalmarini med vetenskapligt stöd av Andrea Frangi, professor i träkonstruktion vid institutet för strukturanalys och konstruktion vid ETH Zürich. Projektet planeras vara färdigställt 2024. Implenia genomför också byggandet av träbyggnaden "Hochhaus Rocket" av företaget Ina Invest i Winterthur. Byggnaden blir 100 meter hög med 32 våningar och 255 lägenheter. Den ska vara färdigställd och klar för inflyttning 2026.
BBV Systems GmbH, Building Construction Logistics GmbH, Implenia Holzbau, Implenia Fassadentechnik GmbH, byggserviceplaneraren Planovita og Encira utgör enheterna i divisionen.

## Projekt (urval)
- Gotthardbastunneln, Lot 360 Tunnel Sedrun, järnvägstunnel med två enkelspåriga rör (CH)[8]
- Gotthard vägtunnel, huvudpartiet norr, andra röret (CH)[8][32]
- Semmeringbasstunneln, lotterna 1.1 och 2.1 Gloggnitz- och Fröschnitzgraben-tunneldelarna (AT)[8].
- Brennertunneln[8]
- Pumpkraftverk Nant de Drance, Finhaut (CH)[33][34]
- Schorenstadt, bebyggelse enligt 2000-watt-samhället, Basel (CH)[35].
- Pont de la Poya, byggande av en bro, Fribourg (CH)[36].
- Mont-Cenis bastunnel mellan Lyon (F) och Turin. (I)[37][8]
- Grand Paris Express, lot T2C på linje 15 syd (F)[28]
- Lokstadt, Zürcherstrasse i Winterthur, bostads- och fritidshus[24].
- Green Village i Genève, bostäder och administrativa byggnader[25]
- Euref, innovationscampus för det europeiska energiforumet i Düsseldorf[22]
- Forskningsbyggnad för institutionen för biomedicin vid Universität Basel[23]
- Kantonsspital Aarau[21]
- A7 Tunnel Altona, Hamburg[38]
- Marienplatz i Darmstadt[39]
- Boknafjorden Tunnel i Norge[40]
- Varbergstunneln

## Utmärkelser (urval)
- 2012: Real Estate Award i kategorin "Projektutveckling" för bostadsområdet "Schorenstadt"[35]
- 2013: Bronsutmärkelse vid Econ Awards samt specialpris för bästa årsrapport[41]
- 2014: "Årets tunnelbyggnadsentreprenör" för pumpkraftverket Nant de Drance, som valdes till "Årets stora projekt" av International Tunnelling & Underground Space Association (ITA-AITES)[42]
- 2019: "Utmärkelse för utvecklingen av ett schweiziskt företag i Frankrike" av handels- och industrikammaren Frankrike-Schweiz (CCIFS)[43]
- 2021: Utmärkelsen "Högsta anseende" av Deutschlandtest[44]
- 2022: 2:a plats vid det tyska byggpriset[45][46]
- 2022: Utmärkelse vid "Tysklands digitala pionjärer" i kategorin "Tekniskt anseende" av F.A.Z.-Institut[47]
- 2022: utmärkelse "Digital Champion" vid Deutschlandtest[48]
- 2022: utmärkelsen "Mest innovativa företag" av Deutschlandtest[49]

## Kontroverser
På grund av byggfel vid Letzigrundstadion i Zürich som byggdes av Implenia, som företaget färdigställde under stor tidspress inför Fotbolls-EM 2008, fördes ett tio år långt rättsligt förfarande mot företaget. Utgångspunkten var sprickor och defekta svetsningar på stålbalkarna, vilket Implenia förnekade som "skrämselpropaganda". Staden Zürich fruktade dock en fara för åskådarna från taket och säkrade på egen bekostnad taket med ytterligare stöd på läktarna. Förfarandet avgjordes 2021 genom en förlikning i domstol där båda parter kom överens om att ömsesidigt avstå från alla utestående krav.

## Webblänkar
- Wikimedia Commons har media som rör Implenia.
- Implenia AG webbplats